# Calcaire de Valognes
Le calcaire de Valognes ou pierre d'Yvetot est une formation géologique de l'Hettangien (Jurassique inférieur).
Cette roche sédimentaire est utilisée pour la construction de nombreux bâtiments du nord du Cotentin (département français de la Manche).

## Formation
Il y a environ 200 Ma à l'Hettangien (Jurassique inférieur), la mer envahit la partie orientale du Cotentin à la faveur d'une transgression en créant le golfe du Cotentin. Sur la frange littorale elle dépose au-dessus des strates triasiques des sédiments carbonatés dans une dépression s'étendant de Valognes à Yvetot-Bocage ; ce secteur se trouve alors en limite du Bassin parisien sédimentaire à l'est et du Massif armoricain à l'ouest et où dominent les roches plutoniques.

## Caractéristiques et utilisation
La formation est composée de strates successives généralement horizontales, de calcaire dolomitique et de marnes.
Extrait de carrières situées autour d'Yvetot-Bocage ou de Valognes, le calcaire de Valognes est utilisé depuis l'Antiquité jusqu'à la Première Guerre mondiale pour les matériaux de construction mais aussi pour la confection de décors sculptés ; l'exploitation des carrières cesse alors. Elle reprend ensuite ponctuellement après la Seconde Guerre mondiale car le calcaire est mis en œuvre dans la reconstruction des édifices du Cotentin endommagés par les bombardements de la bataille de Normandie,.

## Paléofaune
En 1816, Charles de Gerville fait les premiers signalements en France de fossiles de Plesiosauria dans les calcaires hettangiens de la région de Valognes. Le calcaire de Valognes recèle également de nombreux fossiles d'ammonites vivant dans les eaux peu profondes de la bordure côtière.